# Ábrahámfalva (település)
Ábrahámfalva (régebben Abrámfalva névváltozata is ismert volt, szlovákul: Abrahámovce) község Szlovákiában, az Eperjesi kerület Bártfai járásában.

## Fekvése
Bártfától 23 km-re délre, a Tapolytól nyugatra fekszik.

## Története
1286-ban említik először, eredetileg kopjások települése volt.
A 18. század végén Vályi András így ír róla: „ÁBRAHÁMFALVA. Ábrahámovtze, tót falu Sáros Vármegyében, birtokosa Raszlavitzky Uraság, lakosai katolikusok, fekszik Hanusfalvátol egy és 1/4 mértföldnyire, e’ helységnek ugyan keresetre módgya nintsen; de mivel határja nem rosz, és réttye, legelője, ’s tűzre való fája elég, második Osztálybéli”.
Fényes Elek 1851-ben kiadott geográfiai szótárában így ír a faluról: „Ábrahámfalva, tót falu, Sáros vgyében, Sóvárhoz délre 1 mfd. 205 római, 169 görög kath, 23 evang. lak. Görög kath. szentegyház. F. u. a kamara”.
1920 előtt Sáros vármegye Bártfai járásához tartozott.

## Népessége
| Év:            | 1994. | 2004.   | 2014.   | 2024.    |
| -------------- | ----- | ------- | ------- | -------- |
| Emberek száma: | 362   | 341     | 368     | 321      |
| Eltérés:       |       | -5,80 % | +7,91 % | -12,77 % |

| Év:            | 2023. | 2024.   |
| -------------- | ----- | ------- |
| Emberek száma: | 325   | 321     |
| Eltérés:       |       | -1,23 % |

1910-ben 265, túlnyomórészt szlovák anyanyelvű lakosa volt.
1991-ben 355-en lakták.
2001-ben 350 lakosából 345 szlovák volt.
2011-ben 365 lakosából 339 szlovák volt.

## Nevezetességei
- Szent Simon és Júdás apostolok tiszteletére szentelt, római katolikus temploma a 14. század első felében épült. Gótikus szárnyas oltára, a „Madonna a gyermekkel” Lőcsei Pál mester alkotása.